# Phare de l'île de Bom Abrigo
Le phare de l'île de Bom Abrigo (en portugais : Farol da Ilha do Bom Abrigo) est un phare situé sur l'île du même nom au large du port de Cananéia, dans l'État de São Paulo - (Brésil).
Ce phare est la propriété de la Marine brésilienne  et il est géré par le Centro de Sinalização Náutica e Reparos Almirante Moraes Rego (CAMR) au sein de la Direction de l'Hydrographie et de la Navigation (DHN).

## Histoire
C'est à cause des bancs de sable et des forts courants marins devant le port de Cananéia, qu'un phare a été construit sur le point le plus haut de l'île de Bom Abrigo, qui se trouve en face de l'entrée du port. le premier phare a été mis en service le 20 août 1886.
Le phare actuel, construit en 1956, est une tour octogonale en béton de 16 m de hauteur, avec galerie et lanterne, totalement peinte en blanc. Il est flanqué de deux maisons de gardien.
C'est un feu  qui émet, à 146 m de hauteur focale, deux éclats blancs, puis un éclat rouge toutes les 30 secondes. Sa portée est de 28 milles nautiques (environ 52 km) pour le feu blanc et 23 milles nautiques (environ 42 km) pour le feu rouge.
L'île de Bom Abrigo fait partie du complexe Lagamar, qui s'étend jusqu'à la baie de Paranaguá, englobant les îles de Cardoso, Ilha do Mel et Superagüi, constituant l'une des zones de préservation les plus importantes de la planète.
Identifiant : ARLHS : BRA013 ; BR3508 - Amirauté : G0516 - NGA :18704 .

## Caractéristique dufeu maritime
- Fréquence sur 30 secondes : (W-W-R)
  - Lumière : 1 seconde
  - Obscurité : 9 secondes

### Lien connexe
- Liste des phares du Brésil